# Ruta Estatal de California 220
La Ruta Estatal de California 220, abreviada SR 220 (en inglés: California State Route 220) es una carretera estatal estadounidense ubicada en el estado de California. La carretera inicia en el Oeste desde la SR 84     cerca de Río Vista en sentido Este hasta finalizar en la SR 160     cerca de Walnut Grove. La carretera tiene una longitud de 9,7 km (6 mi).

## Mantenimiento
Al igual que las autopistas interestatales, y las rutas federales y el resto de carreteras estatales, la Ruta Estatal de California 220 es administrada y mantenida por el Departamento de Transporte de California por sus siglas en inglés Caltrans.